# إيريك نيلسون
إيريك نيلسون (بالإنجليزية: Eric Nelson) (و. 1960 – م) هو سياسي من الولايات المتحدة الأمريكية ولد في تشارلستون، فيرجينيا الغربية.
وهو عضو في الحزب الجمهوري .